# G. 에블린 허친슨
G. 에블린 허친슨(G. Evelyn Hutchinson, 본명: 조지 에블린 허친슨, George Evelyn Hutchinson ForMemRS, 1903년 1월 30일 – 1991년 5월 17일)은 영국의 생태학자였으며 때때로 "현대 생태학의 아버지"로 묘사되었다. 60년 이상 육수학, 시스템 생태학, 방사선 생태학, 곤충학, 유전학, 생지화학, 인구 증가 수학적 이론, 미술사, 철학, 종교 및 인류학 분야에 기여했다. 호수를 통한 인의 이동, 호수의 화학과 생물학, 종간 경쟁 이론, 곤충 분류학과 유전학, 동물원 지리학, 아프리카 물벌레에 관해 연구했다. 생태학과 수학을 결합한 최초의 사람 중 한 명으로 알려져 있다. 호수에 관한 국제적인 전문가가 되었으며 1957년에 4권으로 구성된 "육수학에 관한 논문"을 썼다.
허친슨은 케임브리지 대학교에서 동물학 학위를 받았지만 박사 학위를 취득하지 않기로 결정했고, 나이가 들수록 박사 학위를 자랑스럽게 여기게 되었다. 영국에서 태어났지만 거의 모든 직업 생활을 미국 예일 대학교에서 동물학 스털링 교수로 재직하며 대학원생들과 함께 일하는 데 집중했다.